# Маглич (гора)
Маглич (серб. Маглић) — горный хребет с самим высоким пиком в Боснии и Герцоговине, находящийся на границе с Черногорией. Входит в состав горной системы Динарское нагорье. Высота пика — 2386 м. Маглич — одна из трёх гор, окружающих озеро Трновачко.
Восточная сторона Маглича находится в Национальном парке Сутьеска, около западной протекает река Сутеска, около северо-восточной — Дрина, вблизи юго-западной части горы расположена гора Волуяк.